# 스웨덴계 미국인
스웨덴계 미국인(Swedish American, 스웨덴어: svenskamerikan)은 스웨덴 출신의 미국 국적을 가진 사람들을 말한다. 19세기 후반부터 20세기 전반에 걸쳐 많은 스웨덴인이 미국에 이주했다. 현재 약 4,417,115명의 미국인이 스웨덴에 뿌리를 가진다고 간주된다. 많은 스웨덴 이민자들은 뉴욕 등지나 미국 중서부에 자리잡았다. 루터 교회, 복음 루터파 교회에 속해 있었지만, 모르몬교와 천주교로 개종한 소수의 사람도 있었다.

## 같이 보기
- 유럽계 미국인
- 스칸디나비아계 미국인(노르웨이계 미국인, 덴마크계 미국인)
- 아이슬란드계 미국인